# Jaterní motolice

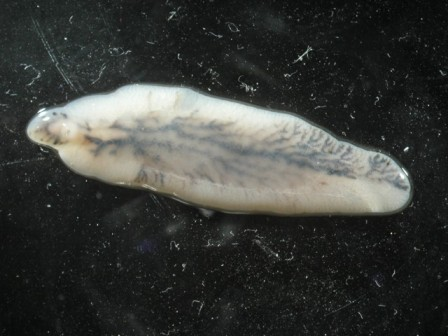
Fasciola hepatica

Jaterní motolice (v anglické literatuře označovány pod pojmem Liver Flukes) je různorodá skupina parazitů ze třídy motolic, pro něž je charakteristické, že dospělí jedinci parazitů se lokalizují v játrech definitivního hostitele, a to buď ve žlučovodech, jaterní tkáni nebo ve žlučníku. Stejně jako ostatní zástupci motolic, se vyznačují složitým vývojovým cyklem zahrnujícím jednoho až dva mezihostitele. Spektrum definitivních hostitelů jaterních motolic je relativně široké, jedná se o savce, včetně člověka.

## Jako parazité člověka
U lidí mohou jaterní motolice vážně poškodit játra a jejich funkci a v endemických oblastech představují velmi závažný zdravotní problém lidské populace. Mezi nejvýznamnější druhy patří motolice žlučová, motolice thajská a motolice jaterní. Uvádí se, že motolicí jaterní je celosvětově infikováno 2,4 miliónů lidí a dalším 180 miliónům hrozí riziko infekce. Motolicí žlučovou je infikováno v jihovýchodní Asii odhadem 7 miliónů lidí. V Thajsku se počet lidí infikovaných motolicí thajskou pohybuje kolem 6 miliónů.

## Jako parazité domácích zvířat
Z globální hlediska má největší ekonomický dopad na živočišnou produkci fasciolóza skotu a ovcí, jejímiž původci je motolice jaterní nebo Fasciola gigantica. Celosvětové roční ztráty se pohybují přes 3,2 miliardy amerických dolarů. U koček a psů v Asii se vyskytuje často Opisthorchis felineus.

## Přehled všech jaterních motolic
- čeleď Dicrocoelidae:

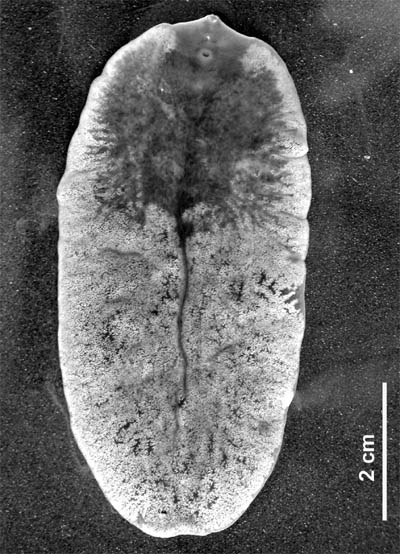
Fascioloides magna

  - Dicrocoelium dendriticum (motolice kopinatá)
  - Dicrocoelium hospes
  - Eurytrema pancreaticum

- čeleď Fasciolidae:
  - Fasciola hepatica (motolice jaterní)
  - Fasciola gigantica
  - Fasciola jacksoni
  - Fascioloides magna (motolice velká)
  - Protofasciola robusta
  - Parafasciolopsis fasciomorphae

- čeleď Opisthorchiidae:
  - Clonorchis sinensis (motolice žlučová)
  - Metorchis conjunctus
  - Metorchis albidus
  - Opisthorchis viverrini (motolice thajská)
  - Opisthorchis felineus (motolice kočičí)
  - Opisthorchis guayaquilensis
  - Opisthorchis noverca
  - Pseudaphistomum aethiopicum
  - Pseudaphistomum truncatum